# Queimadas (Capo Verde)
Queimadas è un insediamento nella parte centrale dell'isola di São Nicolau, Capo Verde. Si trova a 3 km a nord-ovest di Ribeira Brava. Appartiene alla contea di Ribeira Brava ed è nel sud della parrocchia di Nossa Senhora da Lapa. Località vicine sono Fajã de São Nicolau a nord-ovest, Estância de Bras a nord, entrambe nella stessa parrocchia, Carvoeiros a nord-est, Talho a sud e Cachaço a sud-ovest.
Il villaggio è diviso in due parti, la parte superiore (Cima) e la parte inferiore (Baixo).